# Robert Bass
Robert Muse Bass (* 1948 in Texas) ist ein US-amerikanischer Unternehmer.

## Leben
Seine Eltern waren der texanische Viehzüchter Perry Bass und Nancy Lee Bass. Er hat drei Brüder und wuchs mit ihnen in Fort Worth, Texas auf. Bass studierte Wirtschaftswissenschaften an der Yale University und an der Stanford Graduate School of Business.
Bass besitzt das Unternehmen Aerion Corporation. Das New York’s Plaza Hotel in New York City veräußerte er 1994 an Donald Trump.
Nach Angaben des US-amerikanischen Forbes Magazine gehört Bass zu den reichsten US-Amerikanern und ist in The World’s Billionaires gelistet. Bass ist Großspender für die Yale University und andere amerikanische Universitäten.
Bass ist verheiratet und hat zwei Kinder.